# Роналд Мекдоналд
Роналд Мекдоналд (енгл. Ronald McDonald) је кловн чији се лик користи као главна маскота ланца ресторана брзе хране Мекдоналдс. У телевизијским рекламама, кловн је населио фантазијски свет под називом Мекдоналдланд и имао је авантуре са својим пријатељима: градоначелником Мекчизом, Хамбурглером, Гримасом, Бирди рана птица и деца прженице. Од 2003. године, Мекдоналд је у великој мери укинут, а Роналд се уместо тога показује у дружењу са децом у свакодневном животу.
Многи људи раде пуно радно време у костиму Роналда Мекдоналда, посећујући децу у болницама и присуствујући редовним догађајима. На његовом врхунцу, у Мекдоналдсу је било чак 300 кловнова који су радили пуно радно време. Постоје и Роналд Мекдоналд куће, где родитељи могу боравити преко ноћи када посећују болесну децу у оближњим објектима за хроничну негу.